# 周全池
周全池（1929年—2015年4月17日），臺灣雲林縣西螺鎮人，臺灣攝影家。

## 生平
1929生於雲林縣西螺鎮。 
曾在高雄工專、崑山工專攝影社、台南ＹＭＣＡ攝影班(10年)、南台科大攝影社(25年)擔任攝影老師。並為台南點點攝影俱樂部會長(20年)、台南攝影學會榮銜評審主委、日本佳能俱樂部台灣支部顧問(25年)。在台南市美展、南部各縣市地方美展、台北市國際影展、全省影展等作為評審委員。
作品典藏於國立臺灣美術館、國立台灣藝術館、臺北市立美術館、國立中興大學美術中心等。

## 榮耀
全省美展新竹縣政府獎、台北市美展第一名、中國時報攝影獎第一名、「日本攝影」雜誌年度賞第二名、世界地理雜誌攝影獎第二名、台灣攝影年度獎第一名、台南市政府藝術貢獻有功獎等。